# Vepris gossweileri
Vepris gossweileri là một loài thực vật có hoa trong họ Cửu lý hương. Loài này được (I.Verd.) Mziray miêu tả khoa học đầu tiên năm 1992.